# Aluk Todolo
Aluk Todolo – francuskie muzyczne trio blackmetalowe wywodzące się z Grenoble.

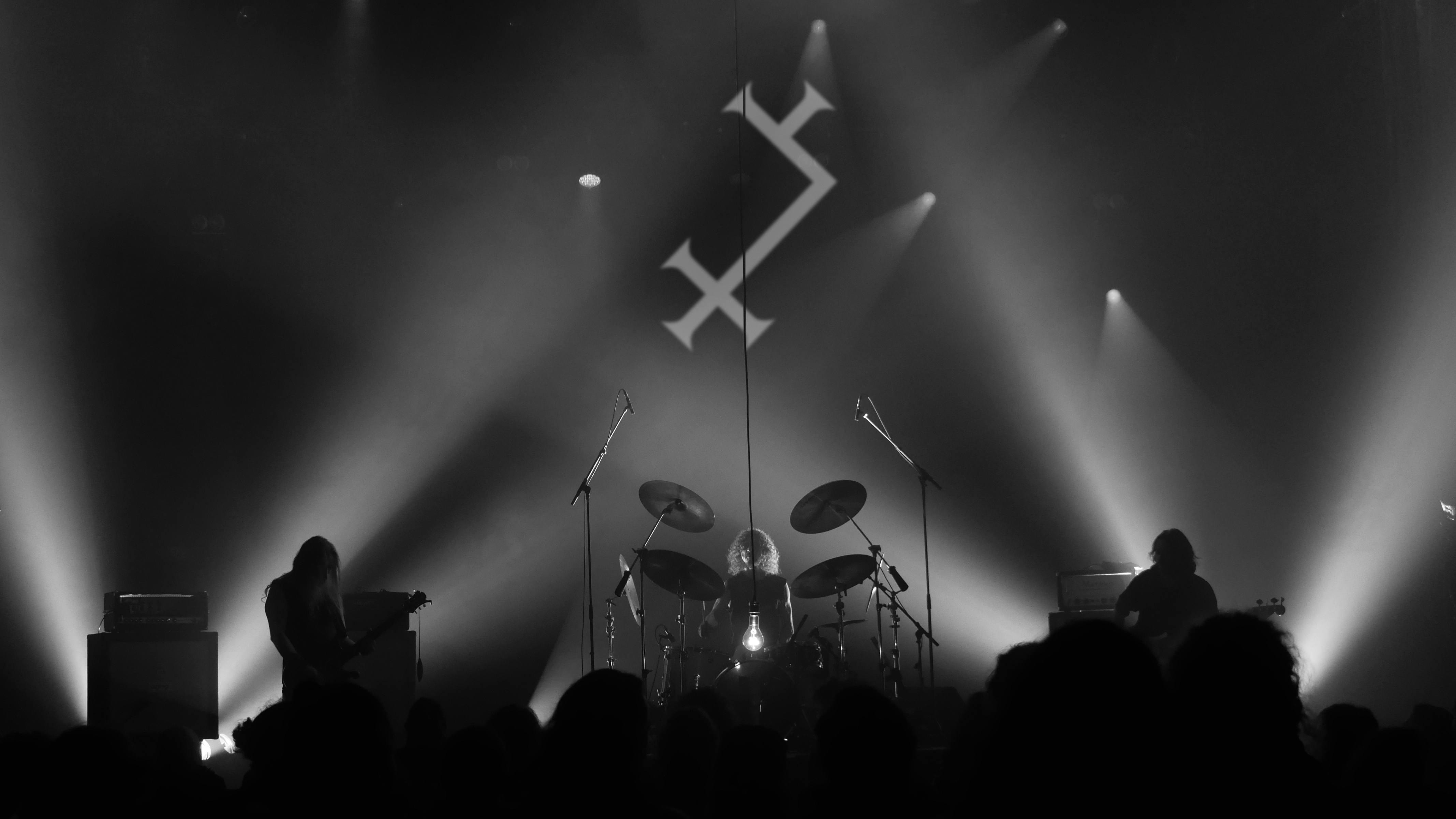
Aluk Todolo live at Le Metronum in Toulouse march 4th 2022

## Historia i muzyka
Zespół został utworzony w 2004 przez Antoine Hadjioannou (perkusja), Matthieu Canaguiera (gitara basowa) i Shantidasa Riedackera (gitara). Nazwa Aluk Todolo pochodzi z języków Celebesu (Indonezja) i może być tłumaczona jako droga starożytnych wierzeń czy przodków. Nawiązuje do animistycznych, lokalnych kultów. Według członków zespołu ich muzyka jest nieustannym aktem rebelii wobec nowoczesnego świata i wprogramowanej weń przeciętności. Płyty zespołu wydaje wytwórnia Norma Evangelium Diaboli. Kompozycje zespołu są wypełnione długimi, opartymi na minimalistycznej stylistyce riffami, które mogą być kojarzone z utworami grupy Sunn O))), a także prymitywnym metalem. 

## Albumy studyjne
- 2007: Descension,
- 2009: Finsternis,
- 2012: Occult Rock,
- 2016: Voix.
- 2024: Lux.